# 斯波四郎
斯波 四郎（しば しろう、1910年4月7日 - 1989年4月29日）は山口県阿東町（現：山口市）出身の作家で、本名は柴田 四郎である。

## 人物
- 福岡県立中学明善校を経て第五高等学校理科甲類中退後、明治大学新聞高等研究科で学び、東京日日新聞社（現・毎日新聞社）に入社、1941年に従軍記者となり、その後週刊誌「サンデー毎日」に配属される。
- 1959年に『早稲田文学』5月号に掲載された「山塔」で第41回芥川賞を受賞した。師匠で当時同賞選考委員の丹羽文雄から高く評価された[1]。

## 著書
- 「禽獣宣言」朋文社（1957年）
- 『檸檬・ブラックの死』講談社 1959
- 『山塔』文藝春秋新社、1959
- 「愛と死の森」雪華社（1960年）
- 「月曜日の憂鬱」講談社（1962年）
- 「校外グループ集合」秋元書房（1963年）
- 「緑の島」学習研究社（1964年）
- 「含羞の花」審美社（1966年）
- 『仰臥の眼 斯波四郎遺作品より』柴田小夜子編 中央公論事業出版 1990

## 関連本
- 芥川賞全集・第6巻（文藝春秋）